# Amphoe Khun Yuam
Amphoe Khun Yuam (thaï : ขุนยวม) est un amphoe de la province de Mae Hong Son, dans le nord de la Thaïlande